# Туин Фолс (окръг)
Окръг Туин Фолс (на английски: Twin Falls County) е окръг в щата Айдахо, Съединени американски щати. Площ – 4995 km² (2,31% от площта на щата, 13-о място). Население – 85 124 души (2017), 4,9% от населението на щата, гъстота – 17,0 души/km². Административен център е град Туин Фолс.
Окръгът е разположен в южната част на щата. Граничи със следните окръзи: на запад – Оуайхи, на северозапад – Елмор, на север – Гудинг, на североизток – Джеръм, на изток – Каша, а на юг – с щата Невада. Северният сектор на окръга е зает от средната част на обширната междупланинска равнина на река Снейк, като надморската височина варира от 1000 до 1300 m, а южната част е полупустинна и планинска. На югоизток, по границата с окръг Каша се простира планински масив с максимална височина връх Маунтайн 7710 f (2350 m). На север по границата с окръзите Гудинг и Джеръм, преминава част от течението на река Снейк (ляв приток на Колумбия), на която в близост до град Туин Фолс се намира водопадът Туин Фолс. От ляво в Снейк се влива река Салмън Фолс Крийк, на която е изграден едноименен язовир, а от ляво в нея се влива река Седар Крийк.
Най-голям град в окръга е административният център Туин Фолс 44 125 души (2010 г.). Други по-големи градове са: Бул 4122 души, Кимбърли 3264 души, Филър 2508 души (данните са за 2010 г.).
През окръга преминават участъци от 2 междущатски шосета:
- Междущатско шосе  – 57 мили (91,7 km), от север на юг, а след град Бул на изток;
- Междущатско шосе  – 50 мили (80,5 km), от север на юг, в т.ч. през административния център Туин Фолс.

Окръгът е основан на 21 февруари 1907 г. и е наименуван на името на близкия водопад Туин Фолс (на английски: Twin Falls – „двоен водопад“) на река Снейк.